# Kleinhänchener Wasser
Das Kleinhänchener Wasser, auch Satkula genannt, ist ein kleiner Bach in der Oberlausitz, der bei Kleinhänchen entspringt und auf seinem Weg nach Norden Lehndorf durchquert.
Im weiteren Verlauf begrenzt er die Kopschiner Burganlage auf drei Seiten, fließt durch Crostwitz und mündet nahe Räckelwitz in das Klosterwasser.

## Die Satkula bei Jurij Brězan
Der sorbische Schriftsteller Jurij Brězan setzte der Satkula, die zum überwiegenden Teil durch sorbisches Siedlungsgebiet fließt, literarisch ein Denkmal. So findet sich in seinem 1976 erschienenen Roman Krabat oder Die Verwandlung der Welt folgendes Zitat, in dem das Bächlein als Metapher für das sorbische Volk dient:

„Genau im Mittelpunkt unseres Kontinents – wie viele hierzulande irrtümlich glauben, also auch der Welt – entspringt die Satkula, ein Bach, der sieben Dörfer durchfließt und dann auf den Fluß trifft, der ihn schluckt. Wie die Atlanten, so kennt auch das Meer den Bach nicht, aber es wäre ein anderes Meer, nähme es nicht auch das Wasser der Satkula auf.“

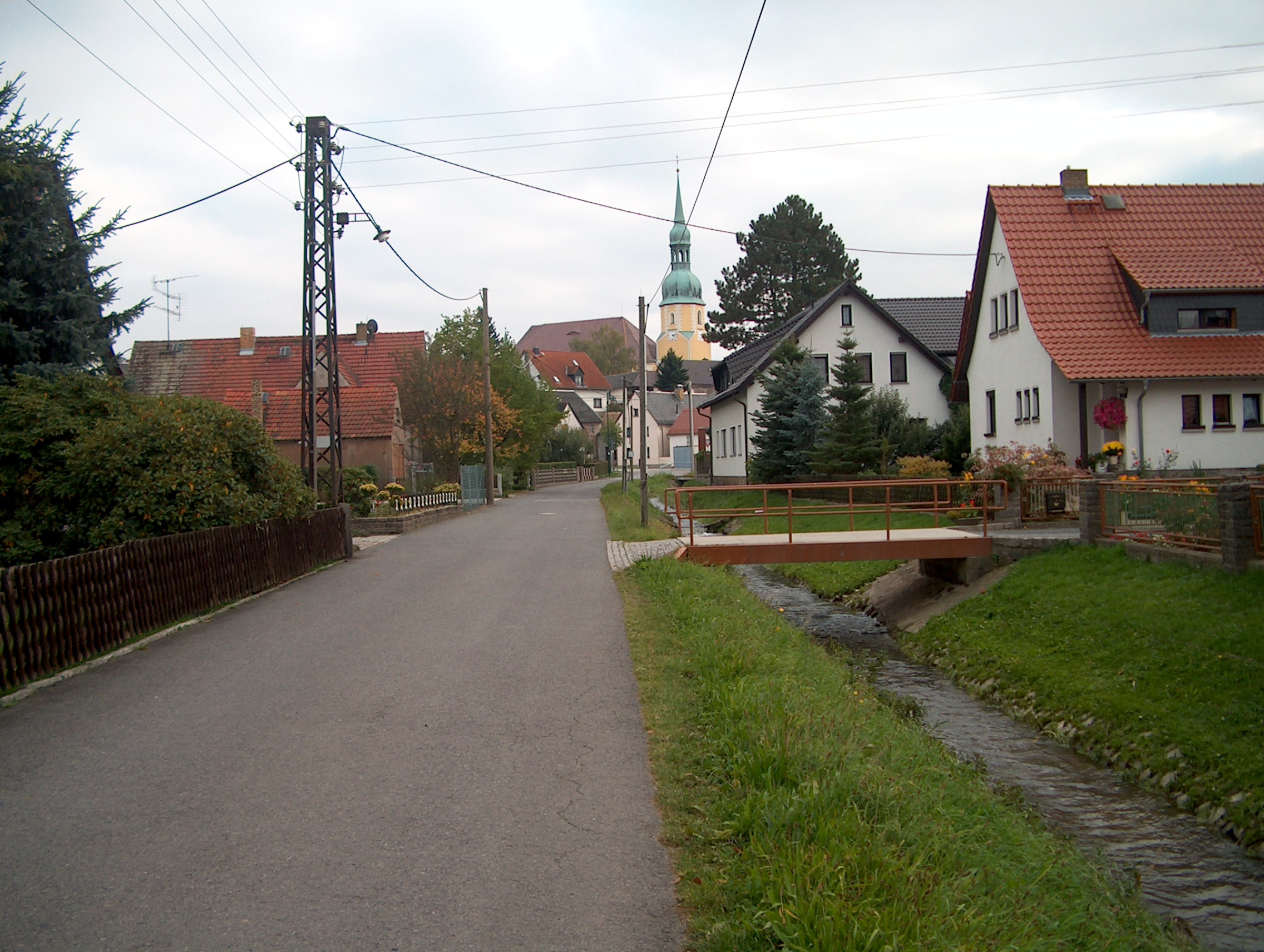
Die Satkula in Crostwitz/Chrósćicy

Auch in seinem Werk Bild des Vaters taucht das Bächlein immer wieder als Inbegriff von Heimat und Ort romantischer Liebe auf. Anlehnend an diese Sinnbilder ist das sorbische Jugendmagazin Radio Satkula des MDR benannt.
In Brězans Erzählung Bruder Baum und Schwester Lerche vergleicht der Schriftsteller dagegen den fischreichen Bach seiner Kindheit mit jenem „trüben, manchmal sehr trüben wasserähnlichen Gefließe, in dem nichts lebt“, welches sein Enkel als Satkula kennt, und spielt damit auf die Verunreinigung des Baches durch die intensive Landwirtschaft sowie allgemein auf die Zerstörung der Umwelt durch den Menschen an.